# Paradonea presleyi
Espèce
Paradonea presleyi est une espèce d'araignées aranéomorphes de la famille des Eresidae.

## Distribution
Cette espèce se rencontre au Zimbabwe et en Afrique du Sud.

## Étymologie
Ce genre est nommé en l'honneur d'Elvis Presley.

## Publication originale
- Miller, Griswold, Scharff, Rezác, Szüts, & Marhabaie, 2012 : The velvet spiders: an atlas of the Eresidae (Arachnida, Araneae). ZooKeys, no 195, p. 1-144 (texte intégral).